# Рома, Антонио
Антонио Рома (исп. Antonio Roma; 13 июля 1932, Буэнос-Айрес — 20 февраля 2013, там же) — аргентинский футболист, вратарь. Участник двух чемпионатов мира. Считается одним из лучших голкиперов Аргентины в истории, по опросу МФФИИС занимает 15 место среди лучших голкиперов Южной Америки XX века.
Антонио Рома, по прозвищу «Тарзан» начал свою карьеру в 1955 году в клубе «Феррокарриль Оэсте», где играл до 1959 года. В 1960 году Рома, вместе с Сильвио Марзолини перешёл из «Феррокариль» в «Бока Хуниорс», где дебютировал 3 апреля в матче против «Эстудиантеса». Рома выступал за «Боку» до 1972 года, проведя 323 матча на всех уровнях, став идолом болельщиков «Бомбонеры». С «Бокой» Рома выиграл 5 чемпионатов Аргентины. В 1969 году он оставлял свои ворота «сухими» на протяжении 783 минут.
В сборной Аргентины Рома дебютировал в 1956 году и защищал ворота «бело-голубых» на протяжении 42-х матчей, выступив на двух чемпионатах мира в 1962 и 1966 году, где провёл 6 матчей и пропустил 5 мячей.
Скончался 20 февраля 2013 года в Буэнос-Айресе в возрасте 80 лет.

## Достижения
- Чемпион Аргентины: 1962, 1964, 1965, 1969 (Насьональ), 1970 (Насьональ)
- Обладатель Кубка Аргентины: 1969
- Финалист Кубка Либертадорес: 1963